# برنامج غير مركزي
البرنامج غير المركزي أو البرنامج اللامركزي (بالإنجليزية: Decentralized application)؛ (DApp ،dApp ،Dapp ،dapp). هو برنامج يعمل بشكل مستقل من خلال استخدام العقود الذكية التي تعمل على الحوسبة غير المركزية أو سلاسل الكتل. توفر بعض الوظائف أو المنفعة لمستخدميها على عكس التطبيقات التقليدية، حيث أنها تعمل دون تدخل بشري وليست مملوكة لأي كيان، بل تقوم بتوزيع الرموز المميزة للعملات المعماة التي تمثل الملكية. يتم توزيع هذه الرموز وفقًا لخوارزمية مبرمجة لمستخدمي النظام مما يخفف من ملكيتها والتحكم فيها. ويسمى غير مركزي لعد وجود كيان يتحكم به، أدت الطبيعة غير الموثوقة والشفافة للبرنامج إلى تطورات أكبر في استخدام هذه الميزات داخل مساحة التبادل غير المركزي (DeFi).

## الفئات
تنقسم البرامج اللامركزية إلى فئات عديدة: عمليات التبادل، والألعاب، والتمويل، والمقامرة، والتطوير، والتخزين، والمحفظة، والحوكمة، والممتلكات، والهوية، ووسائل الإعلام، والاجتماعية، والأمن، والطاقة، والتأمين، والصحة، إلخ.

## المتطلبات
تتطلب التعريفات التقليدية للبرنامج اللامركزي أن يكون مفتوح المصدر، أي أن التطبيق يعمل بشكل مستقل دون وجود كيان مركزي يتحكم في غالبية الرموز المميزة (العملات المعماة) المرتبطة بالتطبيق. وتحتوي أيضًا على سلاسل كتلة عامةلامركزي يستخدمه التطبيق للاحتفاظ بسجل تشفير للبيانات بما في ذلك المعاملات التاريخية.

## البيتكوين
البيتكوين أول عملة معماة، وهي أكبر مثال على البرنامج اللامركزي، هي تطبيق مفتوح المصدر، وجميع المعاملات على سلسلة الكتل الخاصة بها مفتوحة وعامة وغير قابلة للتغيير وتعمل دون سيطرة أي كيان مركزي، وهذا يعني أن كل معاملة بيتكوين لأي مستخدم منذ البداية يمكن للجميع رؤيتها.

## العقود الذكية
يستخدم المطورون العقود الذكية للحفاظ على البيانات وتنفيذها على سلسلة الكتل. يمكن تطوير عقود ذكية متعددة لبرنامج واحد غير مركزي للتعامل مع عمليات أكثر تعقيدًا. يتم دعم أكثر من 75٪ من البرامج من خلال عقد ذكي واحد، و25% الاخرى باستخدام عقود ذكية متعددة.

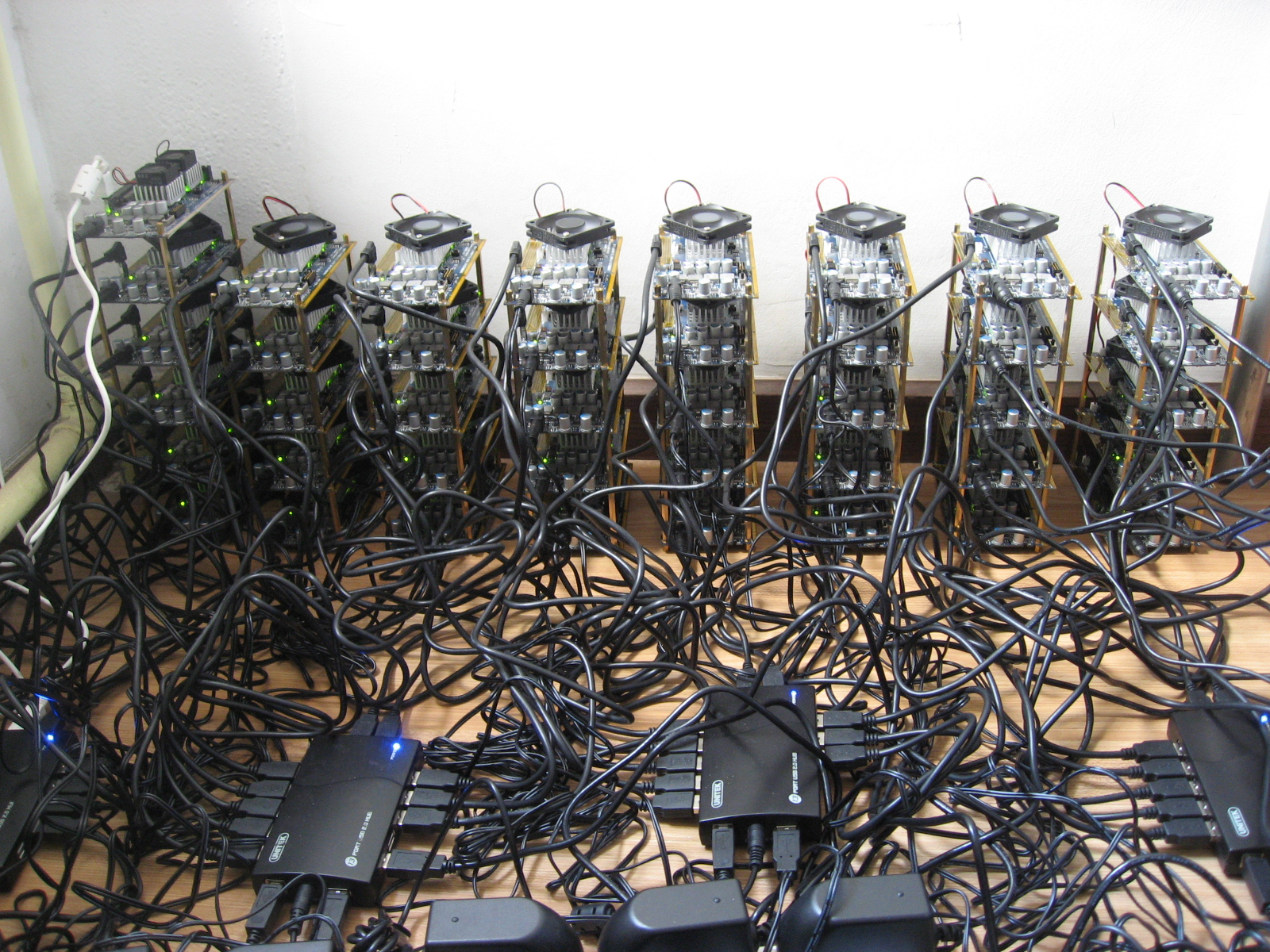
جهاز تعدين البيتكوين يتكون من العشرات وحدات معالجة الرسومات

## آلية العمل
يتم استخدام آليتين للتوصل إلى توافق الآراء على الشبكة هما آلية إثبات العمل (POW) وآلية إثبات الحصة (POS) من قبل البرنامج غير المركزي.
يوزع البرنامج اللامركزي الرموز الخاصة به من خلال ثلاث آليات رئيسية: التعدين وجمع الأموال والتنمية.
- التعدين: في التعدين يتم توزيع الرموز وفقًا لخوارزمية محددة مسبقًا كمكافآت لعمال المناجم الذين يؤمنون الشبكة من خلال التحقق من المعاملات.[4]
- جمع الأموال: يمكن أيضًا توزيع الرموز من خلال جمع الأموال، حيث يتم توزيع الرموز المميزة مقابل التمويل في مرحلة التطوير الأولية للبرنامج، كما هو الحال في عرض العملة الأولي.[4]
- التنمية أو التطوير: توزع آلية التطوير الرموز المميزة التي تم وضعها جانبًا لغرض تطوير البرنامج من خلال جدول زمني محدد مسبقًا.[4]